# Kolarstwo na Letnich Igrzyskach Olimpijskich 2016 – keirin kobiet
Keirin kobiet podczas Letnich Igrzysk Olimpijskich 2016 rozegrany został 13 sierpnia na torze Rio Olympic Velodrome.

## Terminarz
Czas w Rio de Janeiro (UTC-3:00)
| Data             | Godzina | Runda                     |
| ---------------- | ------- | ------------------------- |
| 13 sierpnia 2016 | 10:00   | Pierwsza runda            |
| 13 sierpnia 2016 | 10:44   | Pierwsza runda – repasaże |
| 13 sierpnia 2016 | 16:22   | Druga runda               |
| 13 sierpnia 2016 | 17:27   | Finały                    |

## Wyniki

### Pierwsza runda
| Pozycja | Zawodnik           | Czas    | Uwagi |
| ------- | ------------------ | ------- | ----- |
| 1.      | Kristina Vogel     | 11,209  | Q     |
| 2.      | Anna Meares        | + 0,002 | Q     |
| 3.      | Martha Bayona      | + 0,066 |       |
| 4.      | Anastasija Wojnowa | + 0,186 |       |
| 5.      | Gong Jinjie        | + 0,368 |       |
| 6.      | Monique Sullivan   | + 0,411 |       |

| Pozycja | Zawodnik            | Czas    | Uwagi |
| ------- | ------------------- | ------- | ----- |
| 1.      | Lee Wai Sze         | 11,470  | Q     |
| 2.      | Zhong Tianshi       | + 0,212 | Q     |
| 3.      | Darja Szmielewa     | + 1,267 |       |
| 4.      | Laurine van Riessen | + 3,929 |       |
| 5.      | Tania Calvo         | DNF     |       |
| 6.      | Virginie Cueff      | DNF     |       |
| 7.      | Olivia Podmore      | DNF     |       |

| Pozycja | Zawodnik         | Czas    | Uwagi |
| ------- | ---------------- | ------- | ----- |
| 1.      | Rebecca James    | 11,691  | Q     |
| 2.      | Lee Hye-jin      | + 0,017 | Q     |
| 3.      | Natasha Hansen   | + 0,018 |       |
| 4.      | Helena Casas     | + 0,092 |       |
| 5.      | Stephanie Morton | + 0,111 |       |
| 6.      | Kate O’Brien     | + 0,244 |       |
| 7.      | Miriam Welte     | + 0,477 |       |

| Pozycja | Zawodnik           | Czas    | Uwagi |
| ------- | ------------------ | ------- | ----- |
| 1.      | Elis Ligtlee       | 11,400  | Q     |
| 2.      | Simona Krupeckaitė | + 0,010 | Q     |
| 3.      | Lisandra Guerra    | + 0,100 |       |
| 4.      | Olga Panarina      | + 0,256 |       |
| 5.      | Shannon McCurley   | + 0,431 |       |
| 6.      | Sandie Clair       | + 0,555 |       |
| 7.      | Lubow Basowa       | REL     |       |

#### Repasaże
| Pozycja | Zawodnik         | Czas    | Uwagi |
| ------- | ---------------- | ------- | ----- |
| 1.      | Martha Bayona    | 11,297  | Q     |
| 2.      | Stephanie Morton | + 0,085 |       |
| 3.      | Virginie Cueff   | + 0,144 |       |
| 4.      | Olga Panarina    | + 0,145 |       |

| Pozycja | Zawodnik         | Czas    | Uwagi |
| ------- | ---------------- | ------- | ----- |
| 1.      | Lubow Basowa     | 11,647  | Q     |
| 2.      | Darja Szmielewa  | + 0,116 |       |
| 3.      | Helena Casas     | + 0,124 |       |
| 4.      | Tania Calvo      | + 0,199 |       |
| 5.      | Monique Sullivan | + 0,306 |       |

| Pozycja | Zawodnik            | Czas    | Uwagi |
| ------- | ------------------- | ------- | ----- |
| 1.      | Laurine van Riessen | 11,293  | Q     |
| 2.      | Natasha Hansen      | + 0,001 |       |
| 3.      | Gong Jinjie         | + 0,129 |       |
| 4.      | Sandie Clair        | + 0,800 |       |
| 5.      | Miriam Welte        | + 1,669 |       |

| Pozycja | Zawodnik           | Czas    | Uwagi |
| ------- | ------------------ | ------- | ----- |
| 1.      | Anastasija Wojnowa | 11,155  | Q     |
| 2.      | Kate O’Brien       | + 0,175 |       |
| 3.      | Lisandra Guerra    | + 0,260 |       |
| 4.      | Shannon McCurley   | + 0,268 |       |
| 5.      | Olivia Podmore     | + 0,423 |       |

### Druga runda
| Pozycja | Zawodnik           | Czas    | Uwagi |
| ------- | ------------------ | ------- | ----- |
| 1.      | Kristina Vogel     | 11,288  | Q     |
| 2.      | Elis Ligtlee       | + 0,398 | Q     |
| 3.      | Anastasija Wojnowa | + 0,533 | Q     |
| 4.      | Lee Hye-jin        | + 1,046 |       |
| 5.      | Zhong Tianshi      | REL     |       |
| 6.      | Martha Bayona      | DNF     |       |

| Pozycja | Zawodnik            | Czas    | Uwagi |
| ------- | ------------------- | ------- | ----- |
| 1.      | Anna Meares         | 11,135  | Q     |
| 2.      | Rebecca James       | + 0,011 | Q     |
| 3.      | Lubow Basowa        | + 0,041 | Q     |
| 4.      | Laurine van Riessen | + 0,165 |       |
| 5.      | Simona Krupeckaitė  | + 0,192 |       |
| 6.      | Lee Wai Sze         | DNF     |       |

### Finały
| Pozycja | Zawodnik            | Czas    |
| ------- | ------------------- | ------- |
| 7.      | Lee Wai Sze         | 11,407  |
| 8.      | Lee Hye-jin         | + 0,059 |
| 9.      | Laurine van Riessen | +0,140  |
| 10.     | Martha Bayona       | + 0,220 |
| 11.     | Zhong Tianshi       | + 0,445 |
| 12.     | Simona Krupeckaitė  | + 0,464 |

| Pozycja | Zawodnik           | Czas    |
| ------- | ------------------ | ------- |
| złoto   | Elis Ligtlee       | 11,217  |
| srebro  | Rebecca James      | + 0,033 |
| brąz    | Anna Meares        | + 0,038 |
| 4.      | Anastasija Wojnowa | + 0,111 |
| 5.      | Lubow Basowa       | + 0,152 |
| 6.      | Kristina Vogel     | + 0,163 |